# Los Beatniks (banda de Colombia)
Los Beatniks fue un grupo colombiano de rock activo a finales de los años 1960. 

## Historia
En 1966 el joven aficionado a la música Carlos Navarro, se propone formar un grupo musical que se identifique con la corriente inglesa (The Kinks, The Rolling Stones, The Animals, The Beatles) esto lo logra en 1967 y bautiza la agrupación con el nombre de Los Beatniks, palabra que a su vez servía para definir una corriente de intelectuales, poetas, músicos, dramaturgos, escritores, etc. Además de Carlos que era baterista, el grupo lo conformaban tres guitarristas Mario Cuesta, César Hernández y el ex-flipper Orlando Barriga. 
El conjunto hace múltiples presentaciones en discotecas, programas de tv y ciudades de Colombia. Grabaron solamente un EP que contiene las siguientes canciones: Pregunto, Tu ya no eres igual (mejor) en español, Fuera contigo (Out of sight) en inglés y Pájaros cohetes instrumental. Finalmente se disolvieron en 1969. 
En México y Argentina también existió grupos con el nombre de Los Beatniks en la década del 60.

## Discografía
- Los Beatniks (EP) - Estudio 15 (1967)

## Integrantes
- Orlando Barriga (Guitarra, Voz)
- Mario Cuesta (Guitarra)
- Carlos "el ratón" Navarro (Batería)
- Cesar Hernández (Guitarra)